# Cryptochironomus scimitarus
Cryptochironomus scimitarus är en tvåvingeart som beskrevs av Henry Keith Townes, Jr. 1945. Cryptochironomus scimitarus ingår i släktet Cryptochironomus och familjen fjädermyggor. Inga underarter finns listade i Catalogue of Life.